# Ekintza Zuzena
Ekintza Zuzena (en français, Action directe) est une revue anarchiste fondée en 1988 par le collectif libertaire « Iraun ».

## Histoire
Depuis 1988, l'objectif de la revue est de participer à la contre information et d'ouvrir des espaces de débats. Contrairement aux autres médias, la revue n'offre pas de séparations entre des rubriques "politique", "économie" ou "société". Pour l'équipe de Ekintza Zuzena, il s'agit là d'éviter un mécanisme de manipulation pratiqué par les médias dominants qui hiérarchisent l’information, en rendant la réalité parcellaire alors que ces réalités forment un tout, en interrelation. 
La revue ne dispose ni d'une rédaction fixe, ni de moyens techniques propres. L'équipe de rédaction se réunit au besoin, tout en maintenant un lien minimum entre les protagonistes. Se libérer des contraintes de parutions fixes et rapprochées permet d'éviter l'écueil du manque de recul sur l'information quotidienne surabondante, avec les erreurs et l'intoxication médiatique qui en découlent souvent. La sélection des textes est réalisée lors d'assemblées, sur la base de décisions au consensus. 
La diffusion d'Ekintza Zuzena est assurée exclusivement par des canaux non commerciaux : librairies, athénées, groupes, réseaux, personnes... à travers toute la péninsule. Toutefois, les ventes ne suffisant pas à financer la revue, des activités complémentaires sont réalisées en soutien à la revue : concerts, compilations de groupes, éditions de matériel de promotion...

### Sources
- Centre International de Recherches sur l'Anarchisme (Lausanne) : notice.
- Ekintza Zuzena, journal libertaire basque, Le Monde libertaire, 2004, texte intégral.
- Entretien avec la revue Ekintza Zuzena, Pièces et main d'œuvre, 27 février 2011, PDF.
- RA.forum, Ekintza Zuzena Journal libertaire basque, notice.